# Los cuatreros
Los cuatreros es un Western de producción íntegramente española, estrenado el 24 de mayo de 1965. Protagonizada por el británico Edmund Purdom y el estadounidense Frank Latimore, secundados por actores nacionales pronto habituales en el Spaghetti Western, como Fernando Sancho o Lorenzo Robledo, su productor fue Arturo González, coproductor de La muerte tenía un precio. Su argumento y estética remiten más al western americano que al europeo, este no había tenido todavía su eclosión.

## Argumento
Thompson, propietario de un rancho texano próximo a la frontera mexicana, viene sufriendo robos de ganado por parte de cuatreros. El jefe de la banda de cuatreros no es otro que Ladd (Frank Latimore), sobrino y protegido de Thompson. Ladd no puede esperar a heredar el rancho, pues ha contraído importantes deudas de juego, decidiendo asesinar a su tío, pero este plan fracasa por la intervención de un forastero llamado Jim (Edmund Purdom).

## Reparto
- Edmund Purdom ... Jim
- Frank Latimore ... Ladd
- Fernando Sancho ... Sancho
- María Silva ... Mary
- Silvia Solar
- Luis Induni ... Thompson
- Santiago Rivero
- Laura Granados	... Katherin
- Tomás Blanco ... Coronel
- Xan das Bolas
- Álvaro de Luna
- Francisco Sanz
- Lorenzo Robledo
- Antonio Giménez Escribano
- Juan Cortés
- Rafael Hernández
- Rufino Inglés
- Rafael Vaquero
- Javier Inglés
- Concha Sánchez
- Tito García
- Miguel de la Riva
- Francisco Arduras
- Alberto Gadea
- Joaquín Solís
- Víctor Israel
- Eduardo M. Peña
- José Luis Chinchilla (doble)[2]
- Rufino Inglés

## Titulaciones
- Oi tesseris ekdikitai (Grecia)
- Se sparo... ti uccido (Italia)
- Shoot to Kill (Estados Unidos)
- Texas Jim (Estados Unidos)
- Texas Jim (Italia)[1]

## Escenarios de rodaje
Morata de Jiloca, Zaragoza, Aragón, España
- Terrer, Zaragoza, Aragón, España
- Casa de Campo, Madrid, España
- Colmenar Viejo, Madrid, España[3]